# Polyfoni
Den här artikeln behandlar det musikaliska begreppet polyfoni. För det ljudtekniska begreppet, se Polyfoni (ljudteknik).
Polyfoni är en musikalisk satstyp, en av formerna för flerstämmighet. Adjektivet är polyfon ("ett polyfont musikstycke"), medan polyfonisk används för  det ljudtekniska begreppet.

## Former och definitioner
Polyfoni kännetecknas av att flera stämmor än en har melodisk betydelse - det finns flera melodier samtidigt. Polyfont skrivsätt är en naturlig följd av kontrapunktisk kompositionsteknik; men det finns också andra, så att säga friare, sorter. Tar man ett par vismelodier eller liknande och spelar dem samtidigt (och det, enkelt uttryckt, låter bra), kallas det quodlibet; låter man melodislingor i flera stämmor liksom leka eller samtala i munnen på varandra utan att det kan kallas vare sig kontrapunktiskt eller quodlibet, talar man om polymelodik. Från polymelodik finns dock en gråzon i riktning mot där de olika stämmornas förgrundsinsatser kommer mera efter varandra (antifoniskt) än samtidigt, eller är så korta att satsens huvudkaraktär ändå blir homofon.
Finns det bara en melodi, med eller utan basstämma, och resten är underordnade melodilinjer eller ackord, är satsen homofon.
Är musiken enstämmig, så är den monofon.

## Utbredning och historik
Polyfoni är karakteristisk för kyrklig och högreståndsmusik från den sena medeltiden samt renässansen – bland annat i motetter, ricercarer och madrigaler – och barocken, och förekommer i en del östeuropeiska musiktraditioner, exempelvis i georgisk musik. I den västliga kyrkan har polyfon musik varit vanlig också under andra perioder än de ovannämnda. Den förekom redan på tolvhundratalet i den franska Ars antiqua-skolan, men första gången som kyrkan officiellt tillät polyfoni i sin musik var år 1364 under påve Urban V, då prästen och kompositören Guillaume de Machaut, en företrädare för vad som senare kom att kallas Ars nova, komponerade första satsen i mässan La Messe de Notre Dame.

### Fotnoter
1. ↑  BookRags.com – Guillaume De Machaut's Messe De Nostre Dame